# 新维拉-杜斯马蒂留斯
新维拉-杜斯马蒂留斯是巴西马拉尼昂州的一个市镇。总面积1188.771平方公里，总人口7493人，人口密度6.3人/平方公里。